# Ufficiale specialista

## Esercito svizzero
it: Ufficiale specialista, fr: Officier spécialiste, de: Fachoffizier
Nell'esercito svizzero, il grado di ufficiale specialista (abbreviato uff spec) è assegnato a persone che esercitano una funzione speciale, quale:
- Medici
- Psichiatri
- Alcuni membri della giustizia militare
- Specialisti Telecom

Inoltre oltre ad aver questo grado ne riceve un altro (da capitano a colonnello). 

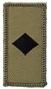
Distintivo